# إينوك إل. جونسون
إينوك إل. جونسون (بالإنجليزية: Enoch L. Johnson)‏ هو سياسي أمريكي، ولد في 20 يناير 1883 في الولايات المتحدة، وتوفي في 9 ديسمبر 1968 في اتلانتيك سيتي في الولايات المتحدة. حزبياً، نشط في الحزب الجمهوري. وقد انتخب Sheriff of Atlantic County, New Jersey ‏.